# Гексахлороплатинат(IV) аммония
Гексахлороплатинат(IV) аммония — неорганическое соединение, комплексное соединение металла платины с формулой (NH4)2[PtCl6], светло-жёлтые кристаллы, плохо растворяется в воде.

## Получение
- Реакция хлорида платины(IV) с концентрированным раствором хлорида аммония:

{\displaystyle {\mathsf {PtCl_{4}+2NH_{4}Cl\ {\xrightarrow {}}\ (NH_{4})_{2}[PtCl_{6}]}}}
- Обменная реакция гексахлороплатината(IV) водорода:

{\displaystyle {\mathsf {H_{2}[PtCl_{6}]+2NH_{4}Cl\ {\xrightarrow {}}\ (NH_{4})_{2}[PtCl_{6}]\downarrow +2HCl}}}

## Физические свойства
Гексахлороплатинат(IV) аммония образует светло-жёлтые кристаллы кубической сингонии, пространственная группа F m3m, параметры ячейки a = 0,9854 нм.
Плохо растворяется в холодной воде.

## Химические свойства
- Разлагается при нагревании:

{\displaystyle {\mathsf {(NH_{4})_{2}[PtCl_{6}]\ \xrightarrow {215-350^{o}C} \ Pt+2NH_{4}Cl+2Cl_{2}\uparrow }}}
{\displaystyle {\mathsf {3(NH_{4})_{2}[PtCl_{6}]\ \xrightarrow {350-600^{o}C} \ 3Pt+2NH_{3}\uparrow +18HCl\uparrow +2N_{2}\uparrow }}}
- Реагирует с разбавленными щелочами:

{\displaystyle {\mathsf {(NH_{4})_{2}[PtCl_{6}]+4NaOH\ {\xrightarrow {}}\ PtO_{2}\downarrow +6NH_{4}Cl+4NaCl+2H_{2}O}}}
- Реагирует с концентрированными щелочами:

{\displaystyle {\mathsf {(NH_{4})_{2}[PtCl_{6}]+2NaOH\ {\xrightarrow {100^{o}C}}\ (NH_{4})_{2}[Pt(OH)_{6}]\downarrow +6NaCl}}}
- С концентрированным раствором аммиака реакция идёт иначе:

{\displaystyle {\mathsf {(NH_{4})_{2}[PtCl_{6}]+2(NH_{3}\cdot H_{2}O)\ {\xrightarrow {}}\ [Pt(NH_{3})_{2}Cl_{4}]\downarrow +2NH_{4}Cl+2H_{2}O}}}
- Реагирует с сероводородом:

{\displaystyle {\mathsf {(NH_{4})_{2}[PtCl_{6}]+2H_{2}S\ {\xrightarrow {}}\ PtS_{2}\downarrow +2NH_{4}Cl+4HCl}}}
- Восстанавливается муравьиной кислотой:

{\displaystyle {\mathsf {(NH_{4})_{2}[PtCl_{6}]+2HCOOH\ {\xrightarrow {\tau }}\ Pt\downarrow +2CO_{2}\uparrow +2NH_{4}Cl+4HCl}}}